# Xavier Vives
Francesc Xavier Vives Torrents (nacido el 23 de enero de 1955) es un economista español considerado como una de las figuras principales en el campo de la economía industrial y, en general, la microeconomía. En la actualidad es catedrático de Regulación, Competencia y Políticas Públicas y director académico del Public-Private Sector Research Center de IESE Business School en Barcelona.

## Biografía
Nacido en Barcelona, después de obtener su licenciatura de la Universidad Autónoma de Barcelona (UAB), se doctoró en la Universidad de Berkeley, bajo la supervisión de Gérard Debreu, y empezó su carrera en la Universidad de Pensilvania como profesor. En 1987 regresó a España y dirigió durante diez años el Instituto de Análisis Económico (CSIC) en la década de los años 1990. En 2001 se incorporó a la escuela de negocios INSEAD en París y en 2005 regresó a Barcelona con una cátedra de investigación de ICREA-UPF (Universidad Pompeu Fabra). Ha enseñado también en la UAB y ha sido profesor visitante en la Universidad de Harvard, la Universidad de California en Berkeley y la Universidad de Nueva York (con la cátedra Rey Juan Carlos I). Director del Programa de Organización Industrial del Centre for Economic Policy Research (CEPR) en 1991-1997. Ha sido director de International Journal of Industrial Organization, en 1993-1997, director de la European Economic Review (1998-2002) y del Journal of the European Economic Association (2003–2008). Actualmente es editor del Journal of Economic Theory y coeditor del Journal of Economics and Management Strategy. Ha participado ampliamente en el debate de política económica en Europa con contribuciones a un número considerable de informes publicados por el CEPR y el CESifo, así como columnas en Financial Times, The Wall Street Journal y El País.  Es columnista regular en La Vanguardia. De 2011 a 2014 fue Consejero Especial del Vicepresidente de la Comisión Europea y Comisario de Competencia D. Joaquín Almunia. 
Es miembro del consejo de administración de CaixaBank desde 2008.

## Contribuciones a la investigación
La investigación de Vives se centra en la microeconomía y abarca desde la economía industrial, la economía de la información, y la teoría de juegos hasta la banca y las finanzas. Sus contribuciones se iniciaron con investigaciones seminales en la teoría del oligopolio y el estudio de la competencia en precios y cantidades proporcionando modelos canónicos y resultados en la formación de los precios y la competitividad. La investigación se extiende a la interacción entre la información privada y el comportamiento estratégico con un estudio temprano sobre el intercambio de información entre empresas. Esta investigación ha servido como base para extensos desarrollos teóricos y aplicados en la organización industrial y el comercio internacional entre otros campos, así como para la política de competencia. Aplicó de forma pionera métodos de teoría de retículos para analizar juegos de complementariedades estratégicas (o juegos supermodulares), y en general, las complementariedades en economía. Su contribución abrió las puertas a numerosas aplicaciones en una amplia gama de campos como la macroeconomía y las finanzas. Ha estudiado las economías con información incompleta y los mecanismos de agregación y transmisión de información en los mercados y el aprendizaje mediante la formalización de las ideas de Hayek. Estos trabajos proporcionan un puente entre la teoría de las expectativas racionales y la literatura sobre el efecto rebaño y se ha aplicado al estudio de la dinámica de los precios de activos. Por último, el profesor Vives ha contribuido al estudio de la competencia y regulación en la banca y de la estabilidad financiera con trabajos de investigación que tienen implicaciones para la comprensión de la crisis financiera y la integración financiera europea.

## Libros
- Oligopoly Pricing: Old Ideas and New Tools (MIT Press, 1999).
- Information and Learning in Markets: the Impact of Market Microstructure (Princeton University Press, 2008).
- Competition and Stability in Banking. The Role of Regulation and Competition Policy (Princeton University Press, 2016)

## Premios y distinciones
Vives es miembro de la Econometric Society desde 1992, de la European Academy of Sciences and Arts since 2002, de la European Economic Association desde 2004, de la Asociación Española de Economía desde 2010, del Institut d'Estudis Catalans desde 2011 y de la Academia Europaea desde 2012. Ha recibido diversos premios de investigación en España, entre ellos el Premio Rey Jaime I de Economía en 2013.  En 2008 se le concedió la beca European Research Council Advanced Grant y en 2015 la Wim Duisenberg Fellowship del Banco Central Europeo. Desde 2014 es miembro del European Research Council Identification Committee. Presidente de EARIE (European Association for Research in Industrial Economics) para el periodo 2016-2018.